# Franz Bachinger
Franz Bachinger (* 31. Oktober 1892 in Gaspoltshofen; † 7. Juli 1938 ebenda) war ein österreichischer Landwirt und Politiker (Landbund).

## Leben
Franz Bachinger übernahm 1918 den elterlichen Hof. Er war 1921 Gründer der Elektrogenossenschaft Hörbach und der landwirtschaftlichen Gemeindekrankenkasse Gaspoltshofen. Ab 1927 war er Obmann des Landwirtschaftlichen Pressvereins und Obmann-Stellvertreter des Landbundes für Oberösterreich. Im Jahr 1930 war er Mitbegründer und Schriftführer des Reichsverbandes der österreichischen Bauernwehren. 1932 war er Bundesminister für öffentliche Sicherheit, 1932 bis 1933 Bundesminister für innere Verwaltung. 1933 war er Staatssekretär für Forstwesen und Holzbewirtschaftung. Er wurde August 1934 im Gefolge des Juli-Putsches verhaftet und war bis Mai 1935 inhaftiert.
Franz Bachinger war der Onkel von Alois Bachinger. 

## Auszeichnungen
- 1933: Großes Ehrenzeichen am Bande für Verdienste um die Republik Österreich